# Cibercirurgia
El terme cibercirurgia està conformat per dos termes de base; cibernètica i cirurgia, el primer d'ells és definit per la Reial Acadèmia Espanyola de la Llengua com el “estudi de les analogies entre els sistemes de control i comunicació dels éssers vius i els de les màquines; en particular, el de les aplicacions dels mecanismes de regulació biològica a la tecnologia”. Mentre que el segon ho defineix com la “branca de la medicina que té per objecte guarir les malalties per mitjà d'operacions”. Aquesta fusió de paraules ens porten a definir cibercirurgia com les tècniques quirúrgiques realitzades per mitjà de robots d'alta tecnologia, els quals obren la possibilitat de ser comandades a llarga distància en temps real. La cibercirurgia és un dels resultats de la conjunció de ciències com la informàtica, la robòtica i la tele presencia els quals han sabut integrar-se i desenvolupar aquesta nova tecnologia, la qual està integrant a l'ésser humà amb la mecatrònica i revolucionant la medicina i cirurgies tradicionals.

## Antecedents
L'origen de la realització d'aquest nou tipus d'intervencions quirúrgiques es remunta a les investigacions realitzades per l'enginyer en manipulació remota del Standford Research Institute Philippe Green i pel doctor Richard M. Stava, cirurgià de l'exèrcit dels Estats Units en 1992, qui estava a càrrec de l'ABTP (Advanced Biomedical Technology Program). Ja que ells van desenvolupar un sistema conegut com a Green telepresència, el quin va ser el primer prototip per realitzar cirurgies per computadores. L'objectiu inicial d'aquest projecte era atendre emergències de guerra des de llocs segurs, no obstant això en observar la seva eficàcia es van començar a crear nous robots dissenyats per ser assistents dels cirurgians.
El primer robot enfocat a l'àmbit clínic va ser l'Esopo i va tenir com a funció primordial ajudar el cirurgià a conduir la càmera laparoscòpia. Posteriorment es va desenvolupar un robot que obeeix els comandos de veu dels cirurgians. I en la unió d'aquests dos robots sumat a diverses noves funcions va néixer el projecte Zeus el qual estava designat per realitzar cirurgies generals i més endavant executar cirurgies cardíaques, de columna vertebral i cerebral.
Actualment un dels robots més eficients en la realització de cirurgies és el creat per l'empresa Intuitive Survical els qui li van donar el nom de Da Vinci est està conformat per una cabina de control, des d'on el cirurgià ho maneja. També compta amb un monitor 3D i un joystick, eines que li proporcionen al cirurgià la visualització del robot i el control dels seus braços mecànics. El disseny dels seus braços de tan sols metre i mitjà, els seus dits similars a uns llapis i els seus més de mil cinc-centes posicions fan que Da Vinci pugui ser utilitzat en qualsevol operació.

## Objectiu de cibercirurgies
L'objectiu de la utilització de cibercirurgies és evitar petits detalls que als cirurgians de carn i os a vegades se'ls compliquen com el són: la precisió dels corts o el tremolor de les mans provocada pels nervis de dur a terme accions complicades o algunes altres situacions. El que es busca en aquestes màquines és donar-li una major precisió a les cirurgies fent ús de la sensibilitat de les seves accions i no reemplaçar als cirurgians com es podria arribar a pensar. La cibercirurgia busca proveir als metges d'eines d'alta tecnologia que els ajudin a tenir un millor acompliment i, per tant, posar el menys possible en risc la vida del pacient.

## Components de cibercirurgies
Encara que els components necessaris varien d'acord amb la cirurgia necessària de cada pacient, la cibercirurgia consta de cinc aparells basis que sense ells no es pot realitzar i són els següents:
- Consola
- Robot esclau
- Instruments
- Interfície gràfica
- Carro de vídeo

## Primeres cibercirurgies
A la fi de 2001 en la Cd. de Mèxic en les instal·lacions de l'Hospital Torre Médica un grup de cirurgians dirigits pel doctor Adrián Carbajal Ramos, en unió amb la companyia nord-americana Computer Motion van realitzar amb rotund èxit les cirurgies de colecistectomia i funduplicació de Nissan a través d'un robot esclau anomenat Zeus, posteriorment es van realitzar altres 180 intervencions mantenint els resultats obtinguts en les primeres cirurgies.